# Maria de Orleães
Maria Amélia Francisca Helena de Orleães (em francês: Marie Amélie Françoise Hélène d'Orléans; Londres, 13 de janeiro de 1865 - Copenhague, 4 de dezembro de 1909) foi uma princesa da França por nascimento e da Dinamarca por casamento com o príncipe Valdemar. Era conhecida pelo seu espírito livre e por possuir uma tatuagem numa época em que a prática não era usual para mulheres.

## Biografia

### Família
Maria de era bisneta de Pedro I do Brasil e  filha mais velha de Francisca de Orleães e de seu esposo (e primo) Roberto, o duque de Chartres. Nascida durante o reinado de Napoleão III, rival de sua família, ela cresceu na Inglaterra. 

### Casamento
No dia 20 de outubro de 1885, em uma cerimônia civil, Maria desposou o príncipe Valdemar da Dinamarca, o filho mais novo do rei Cristiano IX. A cerimônia religiosa aconteceu dois dias depois, no Castelo d'Eu. Embora Valdemar fosse luterano, Maria permaneceu católica. Em seu contrato de casamento, ficou estipulado que os filhos do casal iriam ser educados sob a religião do pai e as filhas, sob a religião da mãe.
O casal teve cinco filhos:
- Aage da Dinamarca (1887-1940), com descendência;
- Absalão da Dinamarca (1888-1964), com descendência;
- Érico da Dinamarca (1890-1950), com descendência;
- Vigo da Dinamarca (1893-1970), sem descendência;
- Margarida da Dinamarca (1895-1992); com descendência.

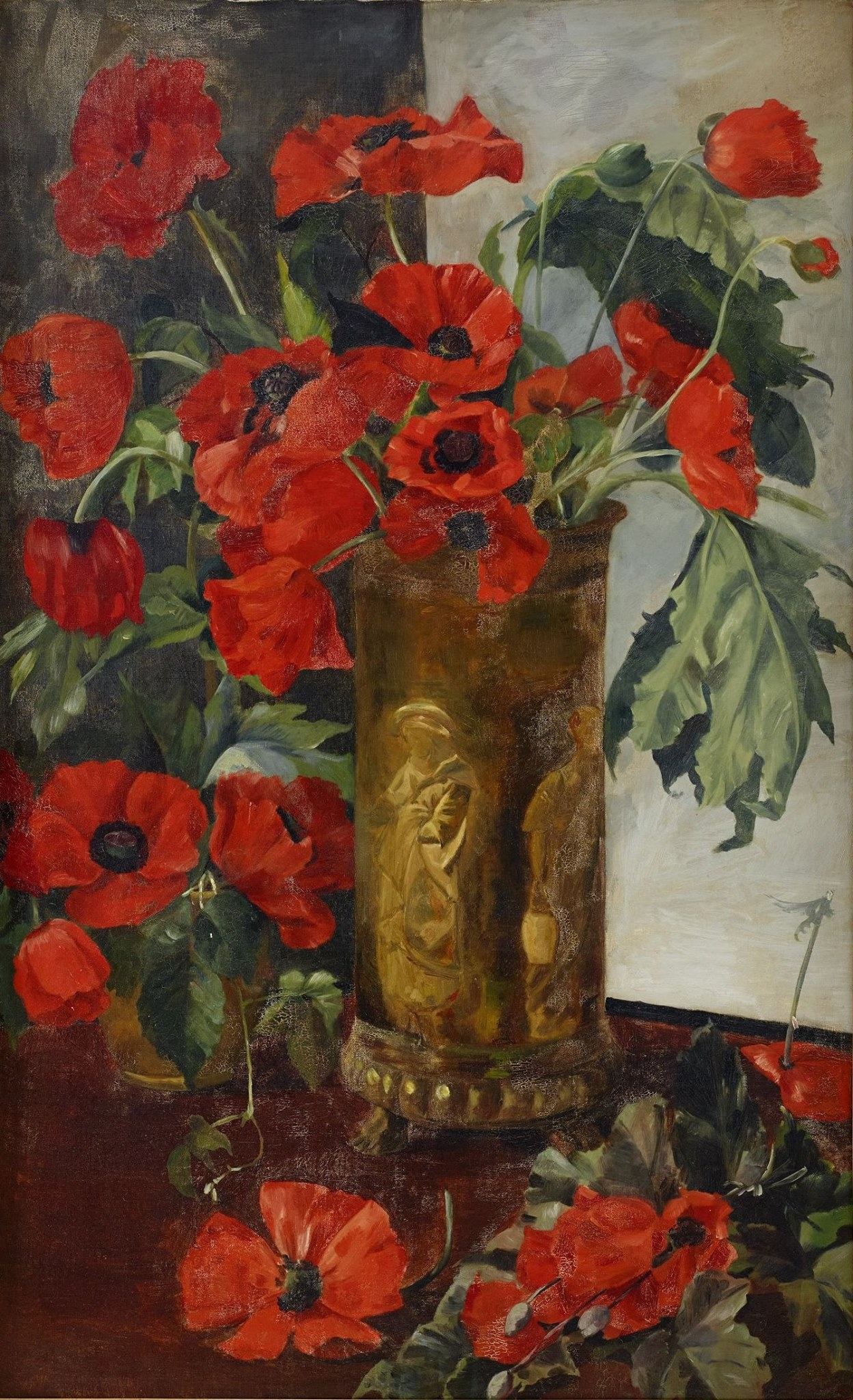
Vallmobukett i Vas (data desconhecida). Pintura a óleo da autoria de Maria

### Vida na Dinamarca

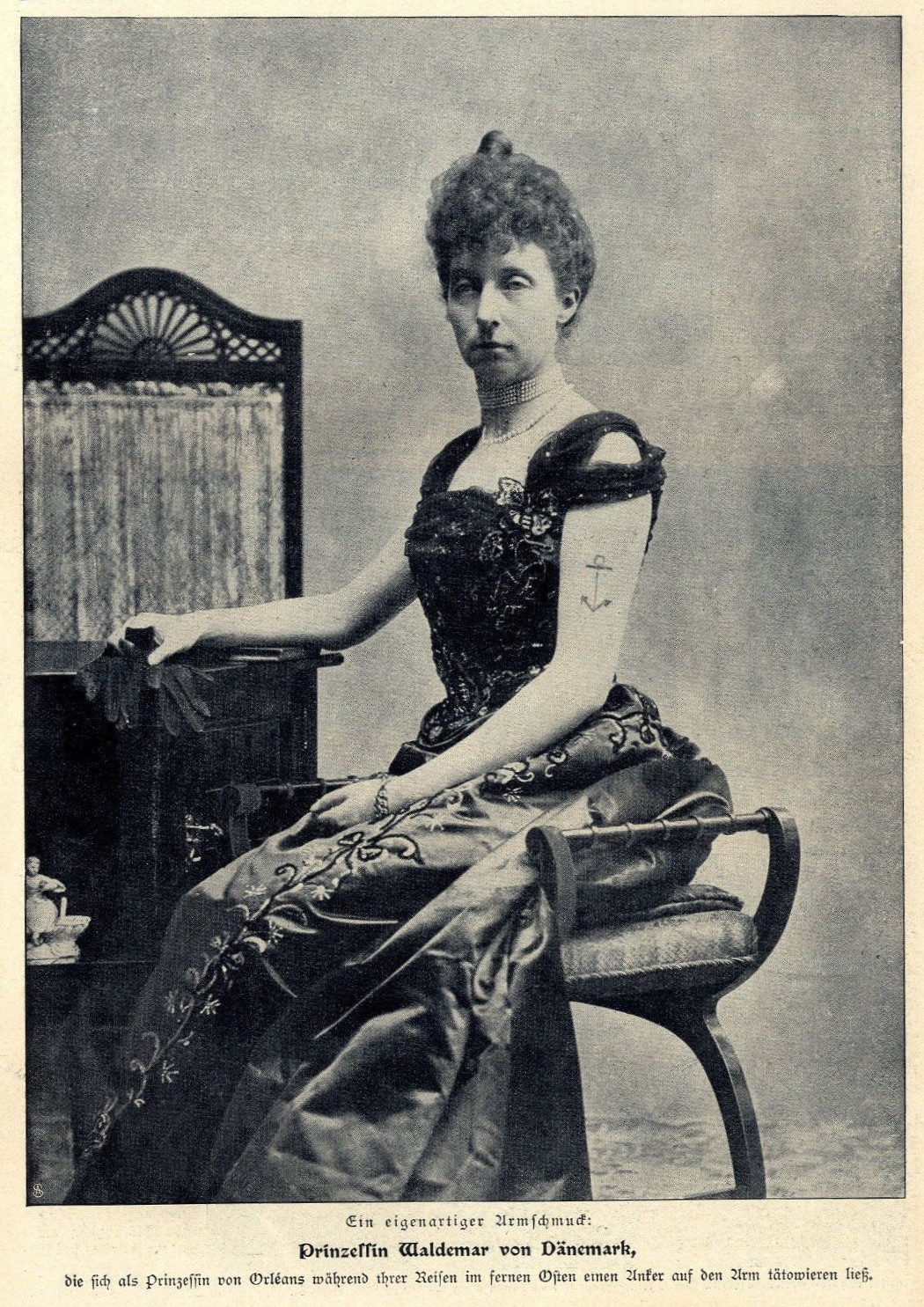
Maria e sua tatuagem de âncora, 1907

Eles estabeleceram residência no Palácio de Bernstorff, em Copenhague, o mesmo em que Valdemar nasceu. Entretanto, não estariam sozinhos: Valdemar dividia-o com seu sobrinho e tutelado, o príncipe Jorge da Grécia e Dinamarca, filho de seu irmão Guilherme (que se tornara Jorge I da Grécia). O rei dos helenos queria que o príncipe Jorge se juntasse à marinha dinamarquesa, confiando-o aos cuidados de seu irmão Valdemar, que era almirante da esquadra naval.
Sentindo-se abandonado naquela ocasião, Jorge mais tarde descreveria à sua noiva, Maria Bonaparte, a profunda ligação que tinha com seu tio Valdemar: Daquele dia em diante, eu amei-o e jamais tive outro amigo senão ele… Você irá amá-lo também, quando conhecê-lo.
Em 1907, quando Jorge trouxe sua esposa a Bernstorff para sua primeira visita à família, Maria nervosamente conversou com Bonaparte sobre a intimidade entre tio e sobrinho, que era tão profunda que, ao final de cada visita de Jorge, este chorava, e Valdemar ficava doente. As duas mulheres então aprenderam a ter paciência e não se intrometer nos momentos privados de seus maridos.
Em visitas subsequentes, a princesa Bonaparte tornou-se grande admiradora da princesa Maria, concluindo que ela era o único membro da grande família de seu marido que possuía cérebro, coragem e caráter. Maria Bonaparte e Valdemar acabaram tendo uma aventura amorosa; no entanto, Jorge não parecia se importar, mantendo uma boa relação com ambos. Em outra ocasião, Maria Bonaparte teve um flerte com o príncipe Aage (filho mais velho de Valdemar, que tinha cinco anos a menos do que ela). Maria, como esposa e mãe, não deu atenção nem demonstrou objeção.
Jorge costumava criticar Maria à sua esposa, alegando que ela estava tendo um caso com o cavalariço de seu tio. Ele também afirmou que sua tia bebia muito álcool e não conseguia esconder os efeitos. Porém, Bonaparte não encontrava defeitos em Maria; ao contrário, ela admirava sua abstenção e independência de circunstâncias que lhe causavam espanto, por causa de Jorge.

### Morte
O marido de Maria de e três de seus filhos estavam em uma viagem da Índia ao Sião (atual Tailândia) quando receberam a notícia de que ela havia falecido em Bernstorff.